# 市原市立有秋西小学校
市原市立有秋西小学校（いちはらしりつ ゆうしゅうにししょうがっこう）は、千葉県市原市有秋台西にある公立小学校。文部科学省学校コードはB112210004510、旧学校調査番号は121070。通称は西小（にししょう）。

## 概要
市原市西部の有秋地区に位置する。姉崎住宅団地造成に伴う新設校で、主に同団地西部を通学区域として指定している。
市原市では全ての市立学校において2学期制を採用している。

## 沿革

### 概歴
1967年（昭和42年）4月1日に市原市立有秋東小学校から分離して開校した。通学児童数のピークは1981年（昭和56年）の29学級、1,144名で、翌年の1982年（昭和57年）には児童数増加により桜台団地や椎の木台団地を通学区域として市原市立有秋南小学校が分離している。2017年（平成29年）に創立50周年を迎えている。

### 年表
- 1967年（昭和42年）4月1日 - 市原市立有秋西小学校開校[1]。
- 1981年（昭和56年）4月1日 - 児童数がピークに達する[4]。
- 1982年（昭和57年）4月1日 - 市原市立有秋南小学校を分離[4]。

## 施設

### 敷地
敷地の詳細は以下の通りである。
- 所在地：〒299-0125　千葉県市原市有秋台西2丁目3番地
- 所有者：市原市
- 敷地面積：26,051m2
- 用途地域：第一種中高層住居専用地域
- 指定建蔽率：60%
- 指定容積率：200%
- 取得価格：724,370,000円

### 建物
敷地内の建物は以下の通りである。
| 棟番号 | 棟名称          | 構造 | 階数        | 延床面積   | 建築年 | 耐震   | 耐震       | Is値 | 備考       |
| ------ | --------------- | ---- | ----------- | ---------- | ------ | ------ | ---------- | ---- | ---------- |
| 001    | 校舎-1          | RC造 | 地上3階建て | 3,049.00m2 | 1968年 | 旧基準 | 耐震工事済 | 0.75 |            |
| 002    | 体育館          | RC造 | 地上2階建て | 960.00m2   | 1973年 | 旧基準 | 耐震性あり | 2.03 |            |
| 003    | 校舎-3          | RC造 | 地上3階建て | 813.00m2   | 1978年 | 旧基準 | 耐震性あり | 0.72 |            |
| 004    | 給食室・校舎ー2 | S造  | 地上1階建て | 178.00m2   | 1968年 | 旧基準 | -          |      |            |
| 005    | 倉庫・物置      | S造  | 地上1階建て | 50.00m2    | 1972年 | 旧基準 | -          |      |            |
| 006    | 倉庫・物置      | S造  | 地上1階建て | 46.00m2    | 2003年 | 新基準 | -          |      |            |
| 007    | 校舎ー1（講堂） | RC造 | 地上1階建て | 44.00m2    | 1985年 | 新基準 | 耐震工事済 |      | [ 注釈 1 ] |
| 008    | 倉庫・物置      | S造  | 地上1階建て | 32.00m2    | 1968年 | 旧基準 | -          |      |            |
| 009    | 校舎・園舎      | 木造 | 地上1階建て | 26.00m2    | 1970年 | 旧基準 | -          |      |            |

### 併設
- 有秋西小学校第一児童クラブ（学童保育）
- 有秋西小学校第二児童クラブ（学童保育）

## 規模
2017年（平成29年）4月1日現在の児童数は13学級328名となっている。

## 通学区域
以下の町長字とその範囲を通学区域として指定している。
- 有秋台東2丁目の一部、3丁目
- 有秋台西1 - 2丁目
- 椎津の一部
- 迎田の一部
- 不入斗の一部
- 深城の一部

## 通学区域内施設
- 市原市役所有秋支所
- 市原市立有秋公民館

## 中学校区
1967年度 - 1977年度
- 市原市立姉崎中学校

1978年度 -
- 市原市立有秋中学校

## 隣接小学校区
- 市原市立有秋東小学校
- 市原市立有秋南小学校
- 市原市立姉崎小学校